# 柏章荣
柏章荣，中华人民共和国政治人物、全国脱贫攻坚先进个人。

## 生平
柏章荣任青海省农业农村厅农牧业区划遥感中心干部。因在脱贫攻坚战中作出突出贡献，2021年2月25日全国脱贫攻坚总结表彰大会上，柏章荣被授予“全国脱贫攻坚先进个人”。